# Delano (Nevada)
Delano é uma cidade fantasma do condado de Elko, no estado de Nevada, Estados Unidos, localizada a cerca de 58 quilómetros da cidade de Montello. Delano foi o centro de um pequeno distrito mineiro de ouro que extraiu esse minério entre 1870 e 1960. A estação de correios encerrou em 1927. Os edifícios que existiam foram destruídos por um incêndio em 1996 e hoje apenas restam vestígios arqueológicos. 

## Geografia
Delano fica situada a uma altitude de 1.950 metros.